# Liberty (magazyn)
Liberty – anarchistyczny periodyk publikowany od sierpnia 1881 do kwietnia 1908 w Stanach Zjednoczonych, początkowo z siedzibą w Bostonie, a od 1892 w Nowym Jorku. 

## Historia
Przez cały czas istnienia gazety, redaktorem naczelnym był Benjamin Tucker. Periodyk był kluczowy w rozwoju i kształtowaniu indywidualistycznej filozofii anarchistycznej. Na jego łamach ukazało się wiele esejów dotykających indywidualizmu, anarchizmu oraz tematów powiązanych. Służył również jako miejsce do prowadzenia debaty. Na łamach czasopisma, ukazał się pierwszy raz w Ameryce artykuł autorstwa George'a Bernarda Shawa. Również jako pierwsze, wydrukowano amerykańskie tłumaczenia Friedricha Nietzschego czy Vilfredo Pareto.
Współpracownikami gazety byli m.in.: Lysander Spooner, Auberon Herbert, Dyer Lum, Joshua K. Ingalls, John Henry Mackay, Victor Yarros, Wordsworth Donisthorpe, Jamesa L. Walker, J. William Lloyd, Florence Finch Kelly, Voltairine de Cleyre, Steven T. Byington, John Beverley Robinson, Jo Labadie, Lillian Harman czy Henry Appleton.
Periodyk przestano wydawać w 1908, po pożarze księgarni Tuckera. Spłonęły wtedy wszystkie artykuły i prace Tuckera, a także wszelkie gotowe wydania. Straty były tak duże, że nie zdołano wznowić wydawnictwa w kształcie sprzed incydentu. Tucker chciał rozpocząć wydawanie Liberty w Europie, lecz nie zdołał osiągnąć zamierzonych planów.
W nagłówku czasopisma widniał cytat autorstwa Pierre-Joseph Proudhona, "Not the Daughter But the Mother of Order" (ang. "[przyp. red.  Wolność jest] nie córką, ale matką porządku").

### Próby wznowienia
W 1974 osoby skupione wokół Laurance'a Labadie próbowały wznowić wydawanie gazety. Próba ta jednak się nie powiodła i po pierwszym numerze zaprzestano wydawania.